# DGFM (lança-chamas)
O DGFM foi um lança-chamas de origem argentina fabricado em 1916 pela Dirección General de Fabricaciones Militares.